# Exocentrus kentingensis
Exocentrus kentingensis là một loài bọ cánh cứng trong họ Cerambycidae.